# Xylotheca
Xylotheca é um género botânico pertencente à família Achariaceae.

## Espécies
Formado por 14 espécies:
| - Xylotheca capreaefolia - Xylotheca fissistyla - Xylotheca glutinosa - Xylotheca holtzii - Xylotheca kirkii - Xylotheca kotzei - Xylotheca kraussiana | - Xylotheca lasiopetala - Xylotheca longipes - Xylotheca macrophylla - Xylotheca solmsii - Xylotheca stuhlmannii - Xylotheca sulcata - Xylotheca tettensis |